# Pronúncia
Pronúncia (pronúncia: [pɾoˈnũsjɐ, pɾuˈnũsjɐ]) é o modo como a prosódia (entonação, ritmo e intensidade acústica) de uma palavra é realizada. Na gramática normativa, há um modelo padrão de pronúncia das palavras, chamado ortoépia. Independe do falante, do idioma de origem, do sotaque e de outros fatores regionais ou circunstanciais.
Uma palavra pode ser pronunciada de diferentes maneiras por variados indivíduos ou grupos, dependendo de fatores como a área onde tais pessoas chegaram à idade adulta, o lugar onde vivem presentemente, se têm um distúrbio da fala ou da voz, e qual seu grupo étnico, classe social ou educação.
Os dicionários utilizam recursos simbólicos para retratar fielmente a pronúncia padrão das palavras. Podem ser utilizados: 
- Alfabetos fonéticos, conjuntos de símbolos que representam os sons da linguagem falada (fonemas). Há o Alfabeto Fonético Internacional (IPA) da Associação Fonética Internacional, o alfabeto fonético estadunidense do The American Heritage Dictionary of the English Language, o europeu X-SAMPA, etc;
  - Fones como componentes de articulação são geralmente descritos com a utilização do IPA.[3]
- Pronúncias fonadas, advindas da criação de dicionários digitais.